# Tamara Manina
Tamara Ivanovna Manina, em russo: Тама́ра Ива́новна Ма́нина, (Petrozavodsk, 16 de setembro de 1934) foi uma ginasta que competiu em provas de ginástica artística pela extinta União Soviética. 
Durante a Segunda Guerra Mundial, quando criança, Tamara e sua família foram evacuadas para a cidade de Leningrado, até o fim de 1941. De volta à cidade natal, retornou à cidade russa três anos mais tarde, aos dez de idade, para treinar ginástica. No primeiro Campeonato Nacional de que participou, saiu-se campeã do individual geral. No ano seguinte, representou a seleção soviética no Mundial de Roma, o primeiro de sua carreira. Nele, conquistou três medalhas, todas de ouro: Por equipes, superou as húngaras e as tchecas; nos aparelhos, empatou com Anna Petersen no salto e superou Eva Bosáková no solo. Na Copa Soviética de 1955, foi a terceira colocada. No ano seguinte, novamente no Nacional, tornou-se bicampeã geral e somou duas pratas por aparelhos a suas conquistas: salto e trave. Com estes resultados, classificou-se para disputar os Jogos Olímpicos. Mais adiante, em nova edição da Copa Soviética, repetiu o terceiro lugar geral e alcançou o ouro da Trave olímpica e do solo. Internacionalmente, participou de cinco eventos das Olimpíadas de Melbourne na Austrália. Ao lado de Polina Astakhova, Ludmila Egorova, Lidia Kalinina, Larissa Latynina e Sofia Muratova, a ginasta conquistou a medalha de ouro coletiva, ao superar a equipe húngura, de Ágnes Keleti; Contudo, nos aparelhos portáveis, as soviéticas empataram com as polonesas, lideradas por Helena Rakoczy, na terceira posição. No individual geral encerrou na sexta posição e nas finais por aparelhos, foi a segunda na trave, ao lado da tcheca Eva Bosáková e no salto.
Nos dois anos que se seguiram, a ginasta foi campeã pela primeira vez da Copa Soviética e não conquistou medalhas no Campeonato Nacional, incluso o concurso geral, no qual repetiu a quarta posição. Em 1958, participou do Mundial de Moscou, no qual tornou-se bicampeã por equipes, além de medalhista de bronze no individual geral, em prova vencida pela compatriota Latynina, e de prata, no salto, também superada por Larissa. No ano posterior, conquistou a Copa Soviética e as medalhas de ouro na trave e prata no salto. Em 1960, uma lesão a impediu de disputar os Jogos de Roma.
Entre 1961 e 1964, a atleta conquistou seis medalhas nacionais, entre as copas e o campeonatos, e quatro internacionais, em uma edição mundial e uma olímpica. No mesmo ano, encerrou a carreira em uma apresentação na cidade de Viena, em decorrência de uma lesão no joelho. Em 1965 graduou-se pelo Instituto de Leningrado de Mecânica Exata e Ótica e passou a trabalhar no Intituo de Lesgaft. Em 1969, recebeu o grau de mestra e passou a lecionar no Instituto de Cultura Física da França. Casada com Valery Lutkov, teve um filho, jogador profissional de tênis.